# Giha
Giha, Kiha ou Ikiha é um idioma Banto falado na região de Kigoma no oeste da Tanzânia por cerca de 990.000 pessoas, é muito usada na cidade de Ujiji pelo povo Jiji.
Se assemelha muito ao Kinyarwanda e ao Kirundi.